# 大津市歴史博物館
大津市歴史博物館（おおつしれきしはくぶつかん）は、滋賀県大津市にある市立博物館である。

## 概要
大津市に関する歴史と文化の調査研究が行われ、また展示が行われている。特に大津絵を収蔵し、その企画展等も行われる。

## 施設
2階建ての建物で、1階にはエントランスホールのほか、大津歴博情報システムを有する。2階には常設展示室、企画展示室等がある。常設展示「大津の歴史と文化」では、南北に細長い地理的特質を持ち、各地域ごとに異なった歴史と文化を形成するという大津市の特徴から、地域に焦点を当てた６つのコーナーからなる「テーマ展示」と、大津市全域の歴史を年代順にたどる「歴史年表展示」によって構成している。また、平成11年度から常設展示内の１コーナーを「ミニ企画展」と名づけ、博物館の収蔵品や調査成果を踏まえて、２ヶ月程度を会期に年間７～８回、様々なテーマの小展示を行っている。

## 利用案内
- 開館時間：9:00～17:00
- 休館日：月曜日（月曜が祝日の場合は翌日）、年末年始（12月27日～1月5日）

## アクセス
- 京阪石山坂本線 大津市役所前駅から徒歩で約5分。
- JR湖西線 大津京駅から徒歩で約15分。
- 大津市民文化会館の南隣に位置し、三井寺境内から見ると北隣に位置する。